# Бартенев, Юрий Петрович
Юри́й Петро́вич Барте́нев (15 февраля 1866, Москва — 1 [14] ноября 1908, Веймар, Германия) — русский общественный деятель, монархист.

## Биография
Родился в семье известного историка, литературоведа и издателя П. И. Бартенева, крёстным отцом был И. С. Аксаков. Обучался на историко-филологическом факультете Московского университета, затем за границей. Ученик и последователь Н. Ф. Фёдорова.
Работал преподавателем гимназии, с 1891 года помогал отцу редактировать издаваемый им журнал «Русский архив». С 1900 года был цензором Московского комитета по делам печати.
Активный общественный деятель, избирался гласным Московской губернской земской управы. Славянофил и монархист, работал в ряде правых и монархических организаций, таких как «Русское Собрание», «Союз Русских Людей», «Всенародный Русский Союз», участвовал в нескольких монархических съездах.
В 1908 году поехал лечиться от болезни сердца в Германию (Веймар), где внезапно умер. Похоронен на родине.
Сын — Пётр Юрьевич Бартенев, с 1913 года редактор «Русского архива». Дочь Ирина (1897—1965) вышла замуж за московского профессора Б. М. Житкова.

## Сочинения
- Памяти Николая Федоровича Федорова // Русский архив. — 1904. — № 1.
- Н. М. Павлов, 7.03.1906. Мирный труд. 1906. № 3.
- Оказененная правда. — СПб, 1907.
- Помраченный идеал: Памяти Н. М. Павлова. — М., 1907.